# Eupteryx lelievrei
Eupteryx lelievrei är en insektsart som först beskrevs av Lethierry 1874.  Eupteryx lelievrei ingår i släktet Eupteryx och familjen dvärgstritar. Inga underarter finns listade i Catalogue of Life.